# Clematis dilatata
Clematis dilatata là một loài thực vật có hoa trong họ Mao lương. Loài này được C.Pei mô tả khoa học đầu tiên năm 1936.